# Sant Esteve de Gavàs
Sant Esteve de Gavàs és l'església parroquial romànica del poble de Gavàs, en el terme municipal de la Guingueta d'Àneu, a la comarca del Pallars Sobirà. Pertany al territori de l'antic terme d'Unarre.
Està situada a l'extrem sud-oriental del poble de Gavàs.
Tot i que l'obra és clarament romànica, no es tenen referències d'aquesta església d'abans del 1553, quan és esmentada en una relació de parròquies del Deganat de la Vall d'Àneu. En el seu millor moment, comptà amb 6 capellans (1770).
És un edifici que ha sofert moltes transformacions; de l'obra romànica només conserva el sector central de la nau. Conserva també una pica baptismal romànica.